# Новая Швеция
Новая Швеция (швед. Nya Sverige) — шведская колония на берегах реки Делавэр на территории современных североамериканских штатов Делавэр, Нью-Джерси и Пенсильвания. Существовала с 1638 по 1655 год, позднее перешла под контроль Нидерландов. Столицей колонии был форт Кристина (современный город Уилмингтон, штат Делавэр).

## История
В 1637 году была основана Новая шведская компания, в числе акционеров которой помимо шведов были немцы и голландцы. Сферой деятельности компании должны были стать поставки пушнины и табака из Северной Америки.

## Основание

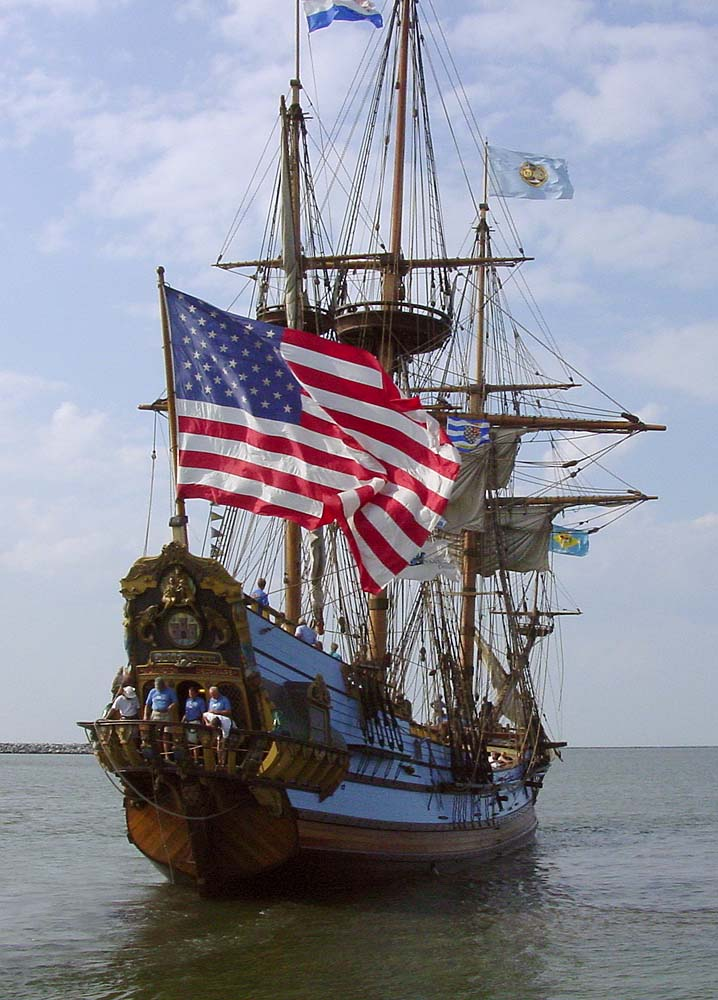
Современная копия корабля «Кальмар Нюккель»

В конце 1637 года компания организовала свою первую экспедицию в Новый Свет. В её подготовке участвовал один из управляющих Голландской Вест-Индской компании Самюэл Бломмарт, который пригласил на должность начальника экспедиции Петера Минуита — бывшего генерального директора колонии Новые Нидерланды. 29 марта 1638 года экспедиция достигла устья реки Делавэр на кораблях «Кальмар Нюккель» и «Фогель Грип» под руководством адмирала Класа Флеминга. Здесь, на месте современного Уилмингтона был основан форт Кристина, названный в честь королевы Кристины, который позже стал административным центром шведской колонии.

2 кроны 1938 г. — шведская памятная монета, отчеканенная по поводу 300-летия основания колонии Новая Швеция

## Управление
Петер Минуит стал первым управляющим колонии. Поскольку на земли к востоку от реки Делавэр претендовали Нидерланды, свои поселения он основал на западном берегу. Минуит также заключил договор с вождями местных индейских племён, который должен был стать ещё одним аргументом в возможном территориальном споре с Голландией. Протест властей Новых Нидерландов по поводу шведской высадки Минуит проигнорировал. В июне 1638 года он поручил руководство колонией Монсу Нильссону Клингу, а сам отплыл в Швецию. Минуит планировал взять в Вест-Индии груз табака и перевезти его в Европу, чтобы окупить путешествие, но на Сент-Китсе он умер.

## Население

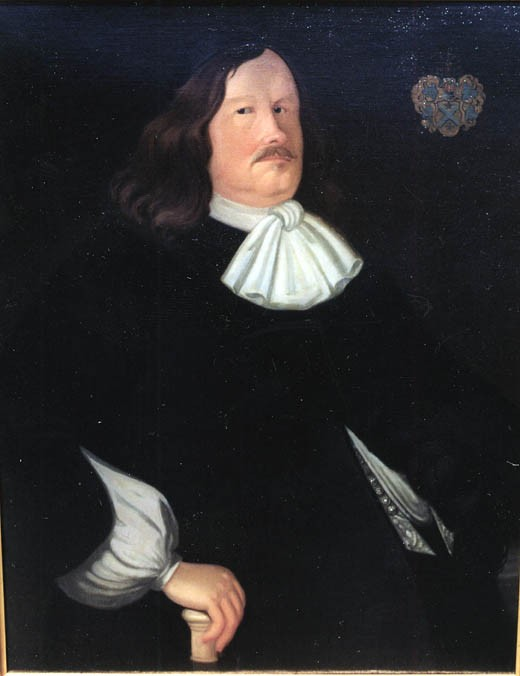
Юхан Принц (1592—1663)

Марка, посвященная 350-летию со дня основания Новой Швеции

Со временем колония выросла до десяти фортов с населением 600 человек, среди которых были шведы и финны, а также голландцы и немцы на шведской службе. Несмотря на быстрый рост колонии за 17 лет, её население к 1655 году почти в сто раз уступало населению английских и голландских колоний вместе взятых (свыше 60 тыс. чел). Неудивительно, что войско голландцев, направленное для ликвидации Новой Швеции превышало всё её вместе взятое население. В немалой степени это объяснялось малонаселённостью самой Швеции, где в начале XVII века проживало по оценкам всего 1,25 млн чел., из них около 0,8 млн собственно шведов. При этом из-за тяжёлых условий жизни и труда в колонии, большую часть поселенцев Новой Швеции, особенно в конце её существования составили не шведы, а безземельные финны, особенно так называемые лесные финны из подчинённых шведами балтийских территорий. Когда последний шведский корабль «Меркурий» прибыл в колонию в 1655 году, финны составляли 87 % его пассажиров (92 из 106 человек). Своего расцвета Новая Швеция достигла при управляющем Юхане Принце (1643—1653). Колония разрослась на север, ряд фортов появились и на восточном берегу реки Делавэр. Началось выращивание табака. В 1644 году Новая Швеция поддержала индейское племя саскуеханнок в победоносной войне против английской колонии Мэриленд.
Из-за преимущественно финского населения языковая эволюция колонии была одной из самых сложных на североамериканском континенте. Финны поначалу переходили на официальный шведский язык, затем в середине века на нидерландский и, наконец, к концу века освоили английский.

## Конфликты и ликвидация
Серьёзных конфликтов с Новыми Нидерландами почти всё время существования колонии не было. Хотя она и продолжала претендовать на занятые шведами земли, Нидерланды не хотели портить отношения со Швецией территориальными спорами.
В 1651 году голландцы построили в устье Делавэра в непосредственной близости от шведских поселений форт Казимир. В мае 1654 года новый управляющий колонии Юхан Рисинг атаковал форт, и тот сдался без боя. В ответ на это в сентябре 1655 года генеральный директор Новой Голландии Петер Стэйвесант отправил против Новой Швеции 317 солдат на 7 кораблях и отбил форт Казимир. Через две недели Рисинг капитулировал и передал все права на управление колонией Нидерландам. Шведским колонистам предоставлялась широкая автономия, сохранявшаяся и после захвата Новой Голландии Англией в 1664 году. Ликвидирована она была лишь в 1681 году, когда бывшие земли Новой Швеции вместе с рядом других были переданы Уильяму Пенну и им была основана Пенсильвания.